# Praga Baby
La Praga Baby était une petite voiture de tourisme qui fut fabriquée entre 1934 et 1937 par la marque tchécoslovaque Praga. Elle avait été conçue pour prendre la succession de la Piccolo, dont la conception commençait à dater. Bien qu’ayant reçu un accueil plutôt favorable, il semble qu’elle n’ait pas répondu aux ambitions commerciales du constructeur et elle fut remplacée au bout de quelques années seulement par une version modernisée de la Piccolo, qui reprenait par ailleurs bon nombre de ses caractéristiques techniques.

## Historique
Aux débuts des années 1930 et en pleine crise économique, la clientèle se rabattit sur des modèles d’entrée de gamme qui pour la plupart étaient devenus les seuls accessibles. Les principaux concurrents de Praga, Tatra et Škoda, lancèrent des modèles simples et bon marché comme la Tatra 57 ou la Škoda 420 Popular dont la conception était beaucoup plus moderne que la Piccolo qui dominait alors ce segment. Elles étaient en outre moins coûteuses.

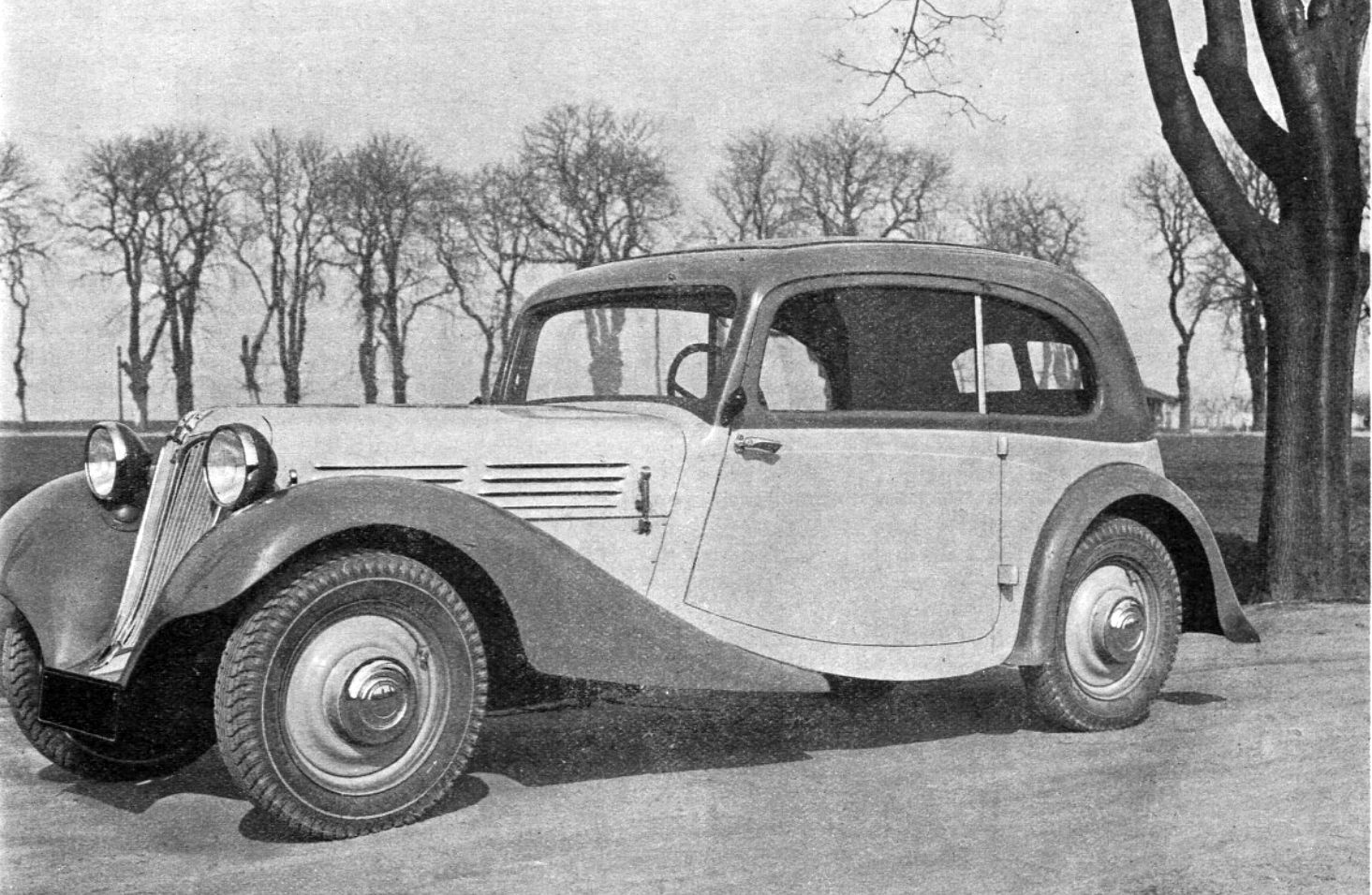
La Praga Baby présentée dans le magazine Auto d'octobre 1934

Contrainte de réagir, la marque conçut sous la direction de l’ingénieur Rudolf Vykoukal la Praga Baby qu’elle présenta en avril 1934 lors du salon de l’automobile de Prague. La petite révolution concernait le châssis désormais à poutre centrale et les suspensions à quatre roues indépendantes. Le moteur par contre était le quatre cylindres d’un litre de la Piccolo.

### Echec ou succès?
Il est malaisé de trancher si la Baby fut un échec ou un succès commercial. En termes de production et sur une période à peu près équivalente, sa diffusion, estimée généralement à 4000 exemplaires, fut légèrement inférieure à celle de la Popular mais moitié moindre que celle de la Tatra 57, ce qui ne répondait sans doute pas aux espérances de la firme.
Aux dires du site officiel Praga, la Baby fut une réussite, notamment à l’exportation qui représenta plus de 10% de ses ventes. Remarquée dans les salons automobiles (elle fut élue Voiture économique la plus élégante du Salon de l’auto de Berlin en 1934) elle s’illustra également sur des raids longue distance, comme un voyage d’étudiants tchèques en Asie Mineure ou un parcours de plus 10 000 kilomètres aux mains de l’ingénieur maison Moravec.
Surtout, avec ses lignes arrondies et sa calandre en forme de cœur, il semble qu’elle se soit attirée une sympathie particulière. Elle bénéficia lors de son lancement d’une campagne publicitaire remarquée portée par la grande star du cinéma de l’époque, Lída Baarová, qui apparaissait au volant de la voiture dans une réclame filmée. De cette sympathie, il en reste encore trace aujourd’hui : elle figure ainsi dans le récit humoristique de František Nepil paru en 1966 Srpen s bejbinkou (Vacances en Baby) ou dans les chansons de l'artiste contemporain Ivan Mládek.
Quoi qu’il en soit, sa fabrication prit fin en 1937, cédant la place à la Piccolo nouvelle génération P31.

## Caractéristiques techniques
Le châssis était à poutre centrale de section rectangulaire. La suspension disposait de 4 roues indépendantes, avec à l’avant des triangles pour le bras supérieur et un ressort à lames transversal pour le bras inférieur, et à l’arrière une disposition inversée avec les bras oscillants fixés en bas et un ressort transversal fixé en haut sur le carter de la boîte de vitesses. Les 4 roues étaient équipés d’amortisseurs hydrauliques à levier.

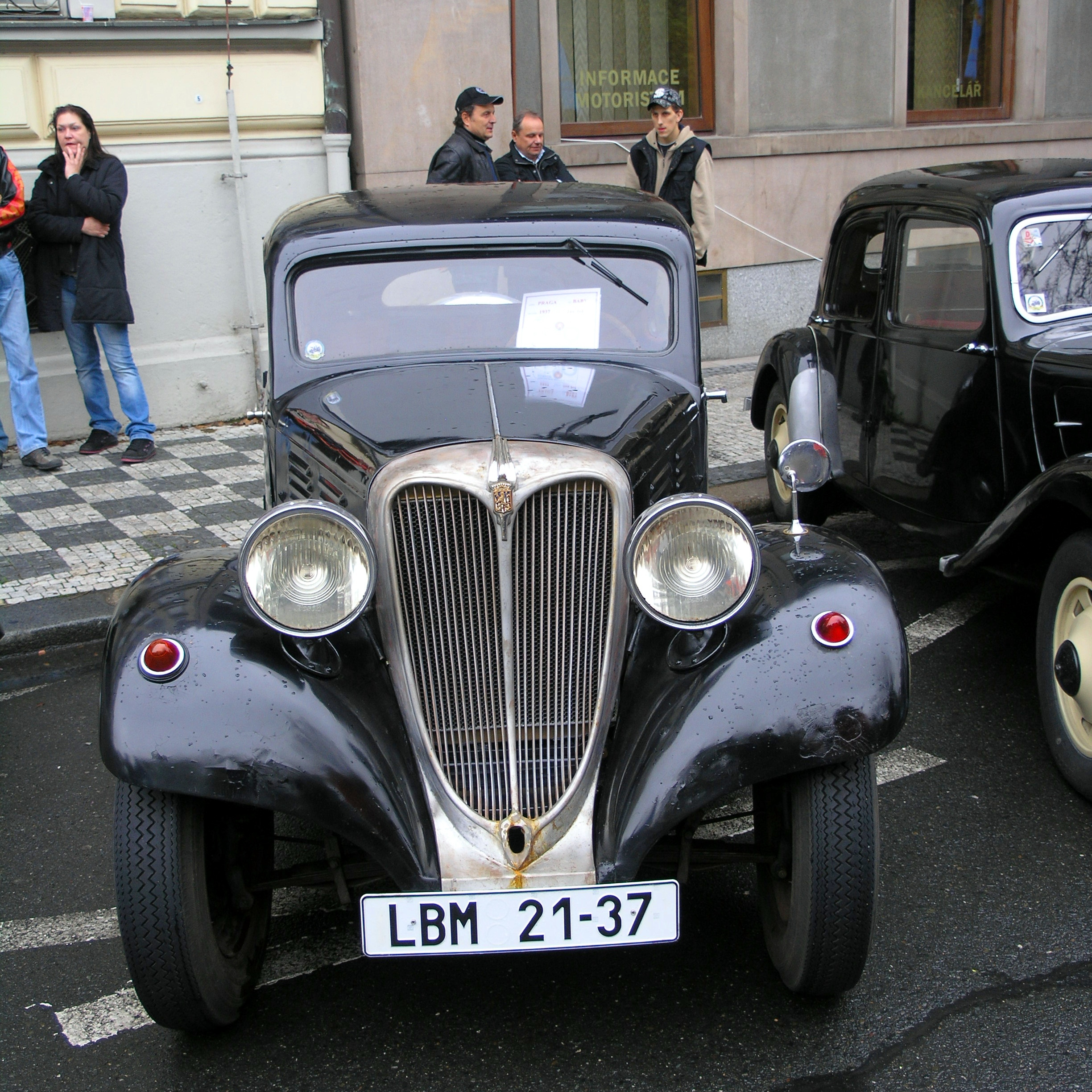
Praga Baby modèle 1937

Avec un empattement de 2,54 m, la voiture mesurait 3,68 m de long et 1,35 m de large. Son poids à vide était, en version berline fermée, de 860 kg.
La direction était à crémaillère. Le système de freinage était composé de freins à tambour sur chaque roue, à commande par câbles. Les jantes en acier étaient montées de pneus 4,75 × 16, puis à partir de la 8e série, 5,25 × 16.
La carrosserie, comme il était d’usage chez Praga, était composée d’une ossature bois recouverte de tôles d’acier. Elle était déclinée en version berline quatre places à deux portes (type tudor), en cabriolet quatre places et en roadster biplace. Des variantes utilitaires, telles que des camionnettes à plateau (type pickup) ou des fourgonnettes offrant une charge utile de quelques 250 kg, furent également réalisées sur sa plateforme, .
Pour ce qui concerne la motorisation, la Baby reprenait le quatre cylindres en ligne et soupapes latérales de la Piccolo. Le moteur, d’une cylindrée de 996 cm³ (alésage-course : 60 x 88 mm) délivrait une puissance de 22 ch à 3200 tr/min. Le bloc moteur était en fonte avec un carter en elektron. Le circuit de refroidissement était pourvu d’une pompe à eau. La distribution était assurée par un carburateur Zénith 26T. Le circuit électrique, tout comme le distributeur, la dynamo et le démarreur étaient de marque Bosch.
La Baby pouvait être équipée en option d’un chauffage sphérique Bosch qui était placé sous le tableau de bord et relié au circuit de refroidissement. Ce dispositif était proposé en différentes tailles et variantes.
La boîte de vitesses était à trois rapports avec marche arrière, avec un embrayage monodisque à sec. Les deuxième et troisième rapports étaient synchronisés.
A noter que sur les premières séries la transmission n’était pas équipée d’un différentiel. Celui-ci fut proposée à partir de la 5e série (1935), ce qui permit de porter la largeur de la voie arrière à 1,42 m et donc d’élargir la carrosserie.
La consommation de carburant était d’environ 9 litres aux 100 kilomètres, et la vitesse maximale atteignait 92 km/h. Le prix de vente oscillait entre 21 500 et 23 200 couronnes.

## Production
Les chiffres de la production peuvent varier de manière notable selon les différentes sources. Le total généralement admis se situe aux alentours de 4000 exemplaires.
Šuman-Hreblay avance le chiffre de 3950, Příhoda celui de 3963 et Procházka & Martof celui de 4203.